# Huehuetlán El Chico
Huehuetlán El Chico är en ort i Mexiko.   Den ligger i kommunen Huehuetlán el Chico och delstaten Puebla, i den sydöstra delen av landet, 130 km söder om huvudstaden Mexico City. Huehuetlán El Chico ligger 964 meter över havet och antalet invånare är 5 268.
Terrängen runt Huehuetlán El Chico är varierad. Runt Huehuetlán El Chico är det ganska glesbefolkat, med 40 invånare per kvadratkilometer. Närmaste större samhälle är Axochiapan, 15,8 km norr om Huehuetlán El Chico. I omgivningarna runt Huehuetlán El Chico växer huvudsakligen savannskog.